# Петер Гульквіст
Петер Гульквіст (швед. Peter Hultqvist; нар. 31 грудня 1958, Бурленге, Даларна, Швеція) — шведський політик і журналіст, член Соціал-демократичної партії Швеції. Міністр оборони Швеції з 2014 до 2022 року.

## Життєпис
Народився 31 грудня 1958 року в парафії Стора Туне комуни Бурленге, Даларна, Швеція.
Журналістську кар'єру розпочав як репортер, редакційний автор регіонального видання «Norrländska Socialdemokraten» в місті Лулео, згодом став редактором Соціал-демократичного журналу «Current». З 1989 по 2006 роки очолював міський виконавчий комітет міста Бурленге.
У 2006 році обраний депутатом Риксдагу. З 2011 до 2014 року очолював Комітет з оборони. Також він є автором нової реформи адміністративних регіональних підрозділів замість наявних округів.
3 жовтня 2014 року був сформований новий уряд Швеції на чолі з прем'єр-міністром Стефаном Левеном, у якому Петер Гульквіст обійняв посаду міністра оборони, змінивши на цій посаді Карін Енстрем. Обіймав цю посаду в усіх урядах Левена, а також в уряді Магдалени Андерссон, до 17 жовтня 2022 року.

## Гульквіст і Україна
7 серпня 2022 року Міністерство оборони Швеції повідомило, що відправить 120 інструкторів для українських військових, котрі проходять навчання у Великій Британії, і здійснюватимуть підготовку із 12 серпня до 31 грудня 2022 року.
«Війна Росії проти України триває вже більше п’яти місяців, і надзвичайно важливо, щоб решта світу продовжувала підтримувати Україну в її боротьбі за суверенітет і самовизначення. Важливо, що Швеція є частиною цих зусиль, а шведські інструктори сприятимуть зміцненню обороноздатності України», — зазначив Гульквіст.

## Хобі
З 1975 року Петер Гульквіст є активним радіоаматором з позивним «SM4HCF».